# Frederick Booth-Tucker

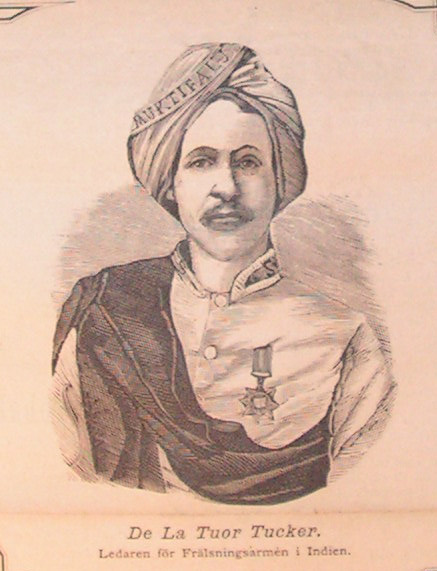
De La Tuor Tucker, porträtterad i Stridsropet nr. 14, juli 1885

Frederick Booth-Tucker, född som Frederick St. George de Lautour Tucker 21 mars 1853 i Monghyr, Indien, död 17 juli 1929 i London, England, var ämbetsman i den koloniala förvaltningen i Punjab. 
Han blev en bekännande kristen i Moody-Sankeys väckelsekampanj i London 1875 och anslöt sig 1881 till Frälsningsarmén (FA). 1882 grundade han FA:s missionsverksamhet i Indien och gifte sig 1888 med William Booths dotter Emma Booth. Booth-Tucker var 1891 utrikessekreterare vid högkvarteret i London, därefter FA:s ledare i USA 1896–1904 och därefter i Indien till 1919.
Booth-Tucker komponerade bland annat musiken till O Gud, du klara, rena låga och finns representerad med flera sångtexter och melodier i Frälsningsarméns sångbok.

## Psalmer
- Han vill rena dig från synd (text & musik, FA 780)
- Himmelsk glädje och musik (musik, FA 492)
- Jag vill gå med glädje på min Herres bud (musik, FA 670)
- Jesus jag följer hur det storma må (text & musik, FA 844)
- Jesus, min konung, jag vill följa dig (text & musik, FA 425)
- Lyssna, Herren talar så (text, FA 626)
- O Gud, du klara, rena låga (musik, FA 436)
- Vi kamrater haft som hårt ha kämpat (text & musik, FA 713)